# Ernst Weidenhielm
Ernst Gustaf Weidenhielm, född 14 januari 1862 i Jönköping, Jönköpings län, död 8 oktober 1930 i Ängelholm, var en svensk militär och hovfunktionär.

## Biografi
Ernst Weidenhielm föddes 1862 i Jönköping. Han var son tilllandshövdingen Ernst August Weidenhielm i Västernorrlands län och Götilda Falk. Weidenhielm blev 1875 elev vid Kungliga Sjökrigsskolan och 5 oktober 1878 volontär vid Kalmar regemente. Han avlade 13 december 1879 mogenhetsexamen i Stockholm och tog 6 januari 1880 avsked från Kalmar regemente. Weidenhielm blev 2 februari 1880 volontär vid Svea livgarde, 14 juni 1880 elev vid krigsskolan och utexaminerades 2 december 1881. Han blev 23 december 1881 underlöjtnant och 1 juli 1890 löjtnant. Weidenhielmvar 30 december 1899 attaché vid beskickningen i Rom och blev 30 amrs 1900 kapten i armén. Han blev 11 maj 1900 militärattach vid beskickningen i Rom, 27 september 1901 kapten vid regementet, 2 januari 1902 adjutant hos kungen och blev 1 december 1902 riddare av Svärdsorden. Weidenhielm blev 15 augusti 1906 major, 11 november 1910 överstelöjtnant, i armén med avsked 12 april 1912, överstelöjtnant i Svea livgardes reserver 12 april 1912 och blev 31 december 1920 kabinettskammarherre. Han avled 1930 i Ängelholm.

### Familj
Weidenhielm gifte sig 15 december 1924 i göteborg med Gerda Wijk (född 1871), dotter till gorsshandlaren Erik Wijk och Emily Dickson. De fick tillsammans barnen Ellen Weidenhielm (född 1896) vid P. A. Norstedt & Söner, Gerda Weidenhielm (född 1898) som var gift med förste amanuensen friherre magnus Nils Gerard De Geer af Finspång vid kammarrätten, Märta Weidenhielm (född 1901) som var gift med direktören och militären Carl Bernhard Ewerlöf, Agnes Weidenhielm (född 1903) vid P. A. Norstedt och Söner och Emily Weidenhielm (1906–1907). Weidenhielm skildes med Wijk 23 oktober 1924.